# Routing Policy Specification Language
El Routing Policy Specification Language (RPSL) o Lenguaje de especificación de políticas de enrutamiento es un lenguaje de uso común por los ISP para describir sus políticas de enrutamiento.
Las políticas de enrutamiento se almacenan en varias bases de datos whois incluyendo RIPE, APNIC y RADB. Los ISP (utilizando herramientas automatizadas) y luego generar archivos de configuración del router que responden a su negocio y políticas técnicas.

## Estándares
- El RFC 2622 describe RPSL, y reemplazó a RIPE-181.
- El RFC 2650 proporciona un tutorial de referencia para utilizar RPSL en el mundo real.

RPSL se ha ampliado con RPSL-NG (RPSL de Siguiente Generación), un esfuerzo para apoyar las políticas de enrutamiento IPv6 y políticas de enrutamiento multicast. RPSL-NG se define en el RFC 4012.

## Herramientas y programas de RPSL
- RtConfig - genera automáticamente archivos de configuración de routers desde entradas de registros RPSL (Este software es parte del IRRToolSet)
- irrPT - Una colección de herramientas que permiten a los ISP fácilmente rastrear, administrar, gestionar y utilizar la información de encaminamiento contenida en las bases de datos de los Internet Routing Registry (IRR), con el propósito de mantener listas de prefijos de vecinos y clientes.